# A PRAYER
「A PRAYER」（ア・プレイヤー）は、SUGIZOの楽曲で、2枚目のシングル。1997年9月10日にポリドール・レコード/CROSSから発売された。
規格品番：PODH-1376。
ソロ・デビュー・シングル「LUCIFER」から2ヶ月ぶりとなるシングルで、前作に続きオリコントップ10入り。

## 収録曲
- 全作詞・作曲・編曲：SUGIZO

1. A PRAYER
2. CHEMICAL
3. EUROPA